# Khande Rao Gaikwar
Shrimant Maharaja Sir Khande Rao Gaikwar [Appa Sahib], Sena Khas Khel Shamsher Bahadur, fou maharaja de Baroda i cavaller de l'imperi britànic (. Era fill de Shrimant Maharaja Sayaji Rao II Gaikwar, Sena Khas Khel Shamsher Bahadur, i va succeir al seu germà Ganpat Rao Gaikwar que no va deixar hereus legítims.
Va néixer a Baroda (ciutat) el 1828. Va succeir al seu germà a la seva mort el 19 de novembre de 1856 i fou formalment proclamat a la dewankhana de Baroda del 12 de desembre de 1856.
Khande fou lleial als britànics durant la rebel·lió dels sipais. Em premi va rebre el 1862 el dret d'adopció i fou creat cavaller britànic (GCSI) el 25 de juny de 1861). La seva afició als luxes (joies, casera, recepcions, edificis) no li deixava diners per les obres públiques. Tot i així encara va construir un tram del ferrocarril de Miyagam a Dabhoi, i va intentar diverses mesures considerades adequades.
Es va casar quatre vegades i va tenir tres fills i tres filles però cap legítim. Va morir a Baroda el 28 de novembre del 1870 i el seu germà Malhar Rao Gaikwar, que era l'hereu, havia estat implicat feia poc en un complot per enderrocar-lo i havia estat empresonat a Padra. Com que era l'únic hereu fou alliberat i proclamat maharaja. La seva tercera dona fou Shrimant Akhand Soubhagyavati Maharani Jamnabai Sahib Gaikwar (1853-1889) que més tard fou regent.